# Negeri Lama
Negeri Lama is een bestuurslaag in het regentschap Labuhan Batu van de provincie Noord-Sumatra, Indonesië. Negeri Lama telt 5687 inwoners (volkstelling 2010).